# Leptembia erythreae
Leptembia erythreae is een insectensoort uit de familie Embiidae, die tot de orde webspinners (Embioptera) behoort. De soort komt voor in Soedan.
Leptembia erythreae is voor het eerst wetenschappelijk beschreven door Ross in 2006.